# Генерал-контролёр
Генерал-контролёр — начальник Контрольного департамента Государственного контроля Российской империи.
Так именовались должностные лица (и это было звание лиц), стоящие во главе департаментов Государственного контроля Российской империи. Они пользовались всеми правами и несли все обязанности директоров департаментов, наблюдали за заключением ревизий в установленные сроки и за правильным их производством, председательствовали в общих присутствиях департаментов и назначали дела, подлежащие рассмотрению последних.

## История создания и развития
В России имперского периода должность генерал-контролера была введена в 1811 году манифестом от 28 января «Об устройстве главного управления ревизии государственных счетов». Они были поставлены во главе образованных департаментов ревизии счетов по гражданской и военной части. Первоначально обязанности их ограничивались делами управления по департаментам. В 1836 году, с учреждением государственного контроля, власть генерал-контролера была слита с властью общих присутствий преобразованных департаментов; кроме того, был учрежден третий департамент морских отчетов, руководство которым было вверено также генерал-контролерам. Закон этот без существенных изменений оставался в силе до издания в 1862 году положения о финансовой смете и преобразования ревизионной системы 1863 года, хотя и эти законы не внесли каких-либо перемен в положение генерал-контролеров. В 1869 году департаменты гражданских и военных отчетов были упразднены.
В конце XIX века генерал-контролеры являлись заведующими департаментами государственного контроля. На эти должности избирались лица из кандидатов по непосредственному усмотрению государственного контролера, определение и увольнение их зависело от Высочайшей власти. В ведении генерал-контролеров состояли особые помощники, ревизоры.
Быть назначенными генерал-контролёрами могли чиновники имевшие чин не ниже действительного статского советника.

## Персоналии
Некоторые персоналии имевшие это звание:
- А. В. Васильев — генерал-контролёр Департамента военной и морской отчётности;
- И. И. Русанов — генерал-контролёр Счётной и контрольной экспедиции Военной коллегии;
- М. И. Рябинин — генерал-интендант и генерал-контролёр флота России;
- В. Х. Христиани — генерал-контролёр Департамента военных отчётов;